# Кржижовец
Кржижовец (пол. Krzyżowiec) — польский дворянский герб.

## Описание
Щит пересечен. В верхнем лазоревом поле между двумя шестилучевыми золотыми звездами золотой полумесяц; в нижнем золотом — равноконечный красный крест.
На щите дворянский коронованный шлем. Нашлемник: три страусовых пера.

## Герб используют
Указанным гербом вместе с потомственным дворянством 02.10.1839 Всемилостивейше пожалован Николай Ружет.